# 沃爾夫路口 (亞利桑那州)
沃爾夫路口（英語：Wolf Crossing）是位於美國亞利桑那州可可尼諾縣的一個非建制地區。該地的面積和人口皆未知。

## 地理
沃爾夫路口的座標為35°23′40″N 111°06′30″W / 35.39444°N 111.10833°W，而該地的平均海拔高度為1415米（即4642英尺）。